# Commelina stolzii
Commelina stolzii är en himmelsblomsväxtart som beskrevs av Gottfried Wilhelm Johannes Mildbraed. Commelina stolzii ingår i släktet himmelsblommor, och familjen himmelsblomsväxter.
Artens utbredningsområde är Malawi. Inga underarter finns listade.